# Gaspar de Bono
Gaspar de Bono i Montsó (València, 5 de gener de 1530 - 14 de juliol de 1604) fou un religiós de l'Orde dels Mínims. És venerat com a beat per l'Església catòlica.

## Biografia
El seu pare era teixidor de lli, establert a València, d'escassa fortuna. Quan Gaspar tenia tres anys, la seva mare va quedar cega i no podia ajudar els telers; arruïnat, el pare vengué els estris de l'ofici i la casa i va treballar com a esmolet i revenedor. Als deu anys va començar a treballar amb un mercader de seda, però aviat va veure que la seva vocació era religiosa; va començar a estudiar llatí, però en veure la pobresa de casa seva, preferí continuar treballant per mantenir la seva família.
Als vint anys s'allistà a l'exèrcit de l'Emperador Carles V, en busca de fortuna; possiblement, el fet d'ésser quec l'allunyà de la idea de fer-se sacerdot. Durant uns deu anys fou militar, intentant portar una vida devota i religiosa, pregant diàriament l'ofici diví i el rosari, fent almoines i freqüentant els temples. Va caure greument ferit en batalla i els enemics li colpejaren el cap deixant-lo per mort; Gaspar va fer la promesa d'ingressar en un convent de l'orde de Sant Francesc de Paula si vivia.

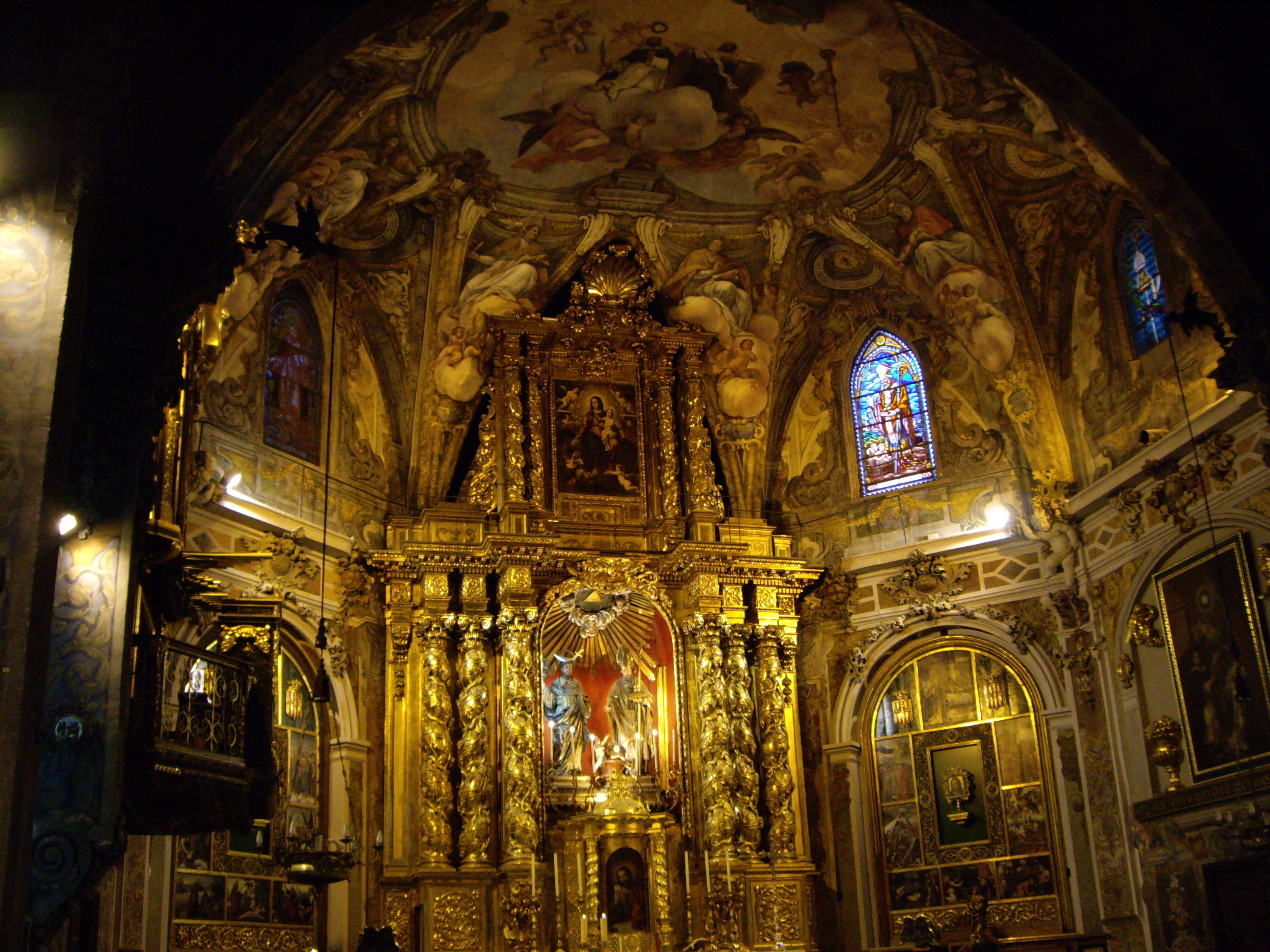
Església de Sant Nicolau (València), on hi ha la tomba del beat.

Recuperat, ingressà al convent de Sant Sebastià de l'Orde dels Mínims, a València, i en va prendre l'hàbit en 1560. Va professar com a frare l'any següent i fou ordenat prevere. Aviat es va fer conegut per la seva virtut i l'estricte compliment de la regla. Viu sense sortir gairebé mai del claustre, pregant pels pecadors i fent vida eminentment contemplativa.
A instància de l'arquebisbe Sant Joan de Ribera, l'any 1602 Gaspar de Bono fou elegit provincial de València. Es mantingué auster i humil, i conservant les devocions i costums que tenia d'abans, i va destacar per la seva prudència i caritat. Va morir a València en 1604.

## Veneració
Pius VI el beatificà el 10 de setembre de 1786. Les seves restes, primer dipositades a l'església de Sant Sebastià, són des del 1835 a l'Església de Sant Nicolau (València). Per la seva festivitat en juliol, se celebren festes a l'Atzucac de Cañete del barri del Carme, el carrer on hi ha la casa natal del beat, amb el guarniment del carrer, música i processó i dinar de germanor dels veïns.